# Ødelagte kabler i Østersøen 2024
Ødelagte kabler i Østersøen 2024 var en begivenhed, hvor to dataførende kabler i Østersøen blev fundet beskadigede 17. og 18. november 2024. 2. december 2024 skete to kabelbrud mere. Denne gang på to datakabler mellem Sverige og Finland. Denne gang er bruddet dog sket på land i Finland.
Juledag samme år gik flere kabler i Finske Bugt mellem Finland og Estland i stykker. Der er tale om elkablet Estlink 2, som tankskibet Eagle S er mistænkt for at have ødelagt, ved at have trukket sit anker hen over det, hvorfor det blev tilbageholdt af de finske myndigheder og bragt ind i finsk farvand. Skibet sejler under Cookøernes flag og var på vej fra Skt. Petersborg til Port Said med blyfri benzin. En anden mulig synder er det kinesiske skib Xin Xin Tian 2.

## Forløb
Det ene kabel (C-Lion1), der går mellem Helsinki og Hanko i Finland og Rostock i Tyskland, blev beskadiget 700 km fra Helsinki ud for den svenske ø Øland. Det andet (BCS East-West Interlink) går mellem Sverige og Litauen.
Hufvudstadsbladet skriver, at et kinesisk fragtskib (Yi Peng 3) kan have forbindelse med hændelserne, men man kan ikke spore dets præcise rute, omend det passerede stedet, hvor kablet er blevet beskadiget. Kystvagten og forsvaret i Sverige har observeret fartøjsbevægelser, der ifølge den svenske minister for civilforsvar, Carl-Oskar Bohlin (sv), "i tid og rum svarer til de opståede afbrydelser".
19. november 2024 begyndte Søværnet at bevogte Yi Peng 3, der lå for anker i Kattegat. I den efterfølgende weekend fik de selskab af den svenske (skibet Poseidon) og tyske (skibet Bad Düben) kystvagt, mens diplomatiske forhandlinger med Kina pågår om retten til de svenske myndigheder kan afhøre skibets besætning. Eftersom skibet ligger i internationalt farvand, kan det principielt ikke tilbageholdes, men bliver det alligevel. Muligvis pga. en kabelkonvention fra 1884.
Både svensk og finsk politi er begyndt at efterforske hændelsen. Svenskerne mistænker "sabotage", mens finnerne mistænker, "at datakablet bevidst er blevet beskadiget og at de skyldige "bevidst har forstyrret telekommunikationen."

## Reaktioner
Den tyske forsvarsminister Boris Pistorius vurderer, at der er tale om sabotage. Tysklands udenrigsminister Annalena Baerbock udtaler, at "Putin leger med vores frygt", men Polens udenrigsminister Radoslaw Sikorski (en) ligeledes anklager russerne. Tyskland, Polen, Storbritannien, Italien og Spanien har tilsammen udsendt en erklæring, hvor de næver Ruslands "stigende hybride aktiviteter". Danmarks udenrigsminister Lars Løkke Rasmussen har erkendt den stigende trussel fra hybride angreb. Politiet i Sverige mistænker det også for at være sabotage.

## Retssag 2025
I august 2025 rejste den finske anklagemyndighed anklage mod kaptajnen og to andre officerer på olietankskibet Eagle S (no) for at have ødelagt Estlink 2 (no) og fire andre søkabler ved at have slæbt skibets anker over havbunden på en strækning på 90 km. De anklagede nægter sig skyldige. Tankskibet Eagle S som sejler under Cookøernes flag, mistænkes af EU for at tilhøre Ruslands skyggeflåde.